# Rutan Long-EZ
De Rutan Long-EZ is een klein eenmotorig duwpropeller zelfbouw sportvliegtuig ontwikkeld door Burt Rutan, oprichter van de firma Scaled Composites. Het tweezitter toestel is van het canard-type en is een nieuwere variant van de Rutan VariEze. De eerste vlucht was op 12 juni 1979. Het vliegtuig werd geleverd in onderdelenkits voor de zelfbouw. Er zijn er anno 2021 833 exemplaren van gebouwd.

## Ontwerp en historie
De Long-EZ is gemaakt van composiet materiaal en is ontworpen om met weinig brandstof zo ver mogelijk te kunnen vliegen. De duwpropeller wordt aangedreven door een Lycoming viercilinder boxermotor van 115 pk. Het onderstel bestaat uit een neuswielconfiguratie, waarvan alleen het neuswiel kan worden ingetrokken. De twee hoofdwielen zijn met aerodynamische fairings gestroomlijnd. De twee zitplaatsen zijn geplaatst in tandem (achter elkaar). Zelfbouwers kunnen na aanschaf van de Rutan Long-EZ bouwtekeningen op CD-ROM terecht bij de firma Aircraft Spruce & Specialty voor de onderdelen.
In de Amerika waren er in 2005 700 exemplaren geregistreerd. In 2021 was dit aantal gegroeid naar 833. 
In 1997 vlogen Dick Rutan en Mike Melvill met twee Rutan Long-EZ vliegtuigen rond de wereld in hun "The Spirit of EAA Friendship World Tour, around the world in 80 nights" reisevenement. Sommige vluchten gedurende hun reis duurden meer dan 14 uur.

## Varianten

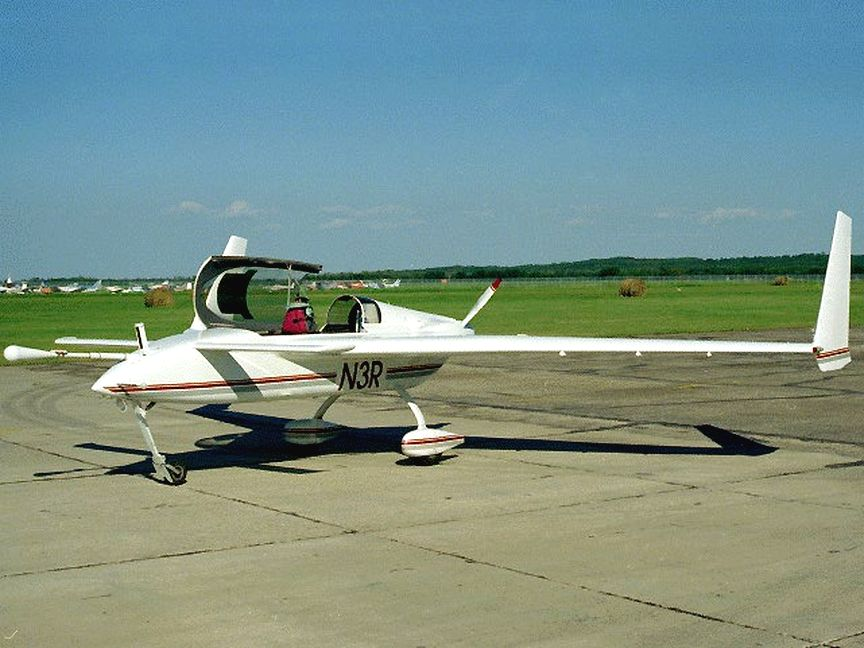
Rutan Long-EZ (1994)

Het zelf bouwen van vliegtuigen nodigt uit om te experimenteren. De volgende modificaties werden tijdens de bouwfase aangebracht:
- Romp met side-by-side zitplaatsen (naast elkaar). Ook bestaat er een versie met drie zitplaatsen.
- Volledig intrekbaar landingsgestel.
- Het vervangen van de Lycoming motor door een (diesel)automotor, elektrische motor, wankelmotor en een pulserende straalmotor. Ook bestaat er een EZ-Rocket met twee raketmotoren.
- Het voor een groter vliegbereik aanbrengen van tiptanks en/of het plaatsen van een extra tank op de plaats van de passagier.

## Prominent ongeval
De bekende countryzanger John Denver kwam op 53-jarige leeftijd om het leven bij een vliegtuigongeluk met zijn Rutan Long-EZ op 12 oktober 1997 voor de kust van Monterey (Californië). De vermoedelijke oorzaak was een gebrek aan ervaring met dit type toestel.